# Domaljevac
Domaljevac – wieś w Bośni i Hercegowinie, w Federacji Bośni i Hercegowiny, w kantonie posawskim, siedziba gminy Domaljevac-Šamac. W 2013 roku liczyła 3295 mieszkańców, z czego większość stanowili Chorwaci.